# 튀르키예의 지리

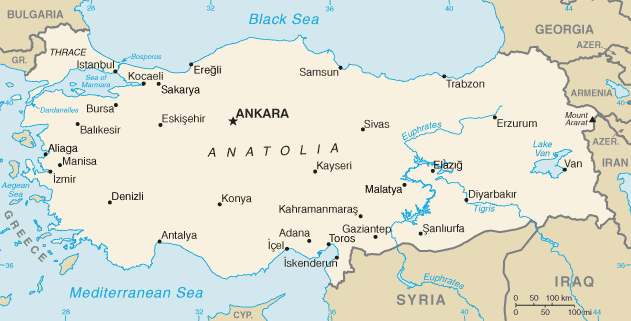

튀르키예는 서아시아와 발칸반도에 위치한 국가이다.
소(小)아시아 반도의 북쪽은 흑해(黑海), 서쪽은 에게해, 남쪽은 지중해에 면해 있으며 대부분을 아나톨리아 고원이 차지하고 있다.러시아·이란과의 접경지대인 아르메니아 고원은 표고 2,000~3,000m 이상이며 이 고지대 위에 튀르키예 최대의 호수인 반호(湖)가 있다. 평균표고 1,130m의 아나톨리아 고원은 중앙부가 가장 낮아 여기에 투즈호 등 많은 호수와 소택지(沼澤地)가 분포한다. 북부의 폰투스 산맥은 흑해를 따라 달리고, 남부의 타우루스 산맥은 지중해 연안을 동서로 달려 고원지대를 에워싸고 있는 듯한 느낌을 준다.이들 알프스·히말라야 조산 지대에 속하는 습곡산지(褶曲山地)는 신제3기 이후의 조산운동으로 형성된 것으로 그 지각운동은 현재도 계속되고 있다. 폰투스, 타우루스 양산맥이 다 해안에 가깝기 때문에 남부의 안탈리아·아다나 부근 이외에는 넓은 해안평야가 없다.서부의 보스포루스해협과 마르마라해에서 다르다넬스해협을 거치는 에게(Aegean)해 연안은 굴곡이 많은 침수(沈水) 해안의 특색을 나타내는 다도해(多島海)이다. 내륙하천 외연(外緣) 산맥들을 침식해서 횡곡(橫谷)을 형성하고 각각 흑해와 지중해로 흘러든다.북쪽엔 예실 이르마고강, 키질이르마크강, 사카리아강, 남쪽엔 세이한강, 제이한강이 있다. 에게해에 흘러드는 강으로는 굴곡이 많은 멘데레스강, 게디스강이 있다. 동남부에서는 유프라테스강, 티그리스강이 흐르고 있다.

## 같이 보기
- 유럽의 지리